# Конфедерация ирокезов
Конфедерация ирокезов (самоназвание Haudenosaunee), или Лига ирокезов, или Пять ирокезских племён — крупнейшее индейское политическое объединение к северу от реки Рио-Гранде. Оно было впервые зафиксировано в XVI веке, когда европейские исследователи встретились с ирокезскими племенами. Конфедерация оказала большое влияние на историю североамериканских колоний, на ход американской Войны за независимость и на раннюю историю США, а также на раннюю историю Канады.
Конфедерация сложилась около 1570 года и первоначально представляла собой объединение пяти ирокезских племён: сенека, кайюга, онайда, мохок и онондага. Конфедерацией управлял совет из 50-ти вождей (сахемов). Это объединение стало известно как «Пять ирокезских племён», но в 1722 году в Конфедерацию, при поддержке онайда, было допущено племя тускарора, и с этого момента конфедерация стала называться «Шесть ирокезских племён». Некоторые ирокезские народы (гуроны, эри и саскуэханноки) не захотели присоединяться к конфедерации, и относились к ней с недоверием.

### Статьи
- Lutz ,Donald S. The Iroquois Confederation Constitution: An Analysis (англ.) // Publius. — Oxford University Press, 1998. — Vol. 28, iss. 2. — P. 99—127. — doi:10.2307/3331052.